# Ceratophenax acutidens
Ceratophenax acutidens är en stekelart som beskrevs av André Seyrig 1952. Ceratophenax acutidens ingår i släktet Ceratophenax och familjen brokparasitsteklar. Inga underarter finns listade i Catalogue of Life.